# Saint-Loup-d'Ordon
Saint-Loup-d'Ordon es una comuna francesa situada en el departamento de Yonne, en la región de Borgoña-Franco Condado.

## Demografía
| 273 | 235 | 195 | 227 | 199 | 212 | 261 |
| Para los censos de 1962 a 1999 la población legal corresponde a la población sin duplicidades (Fuente: INSEE [Consultar]) |     |     |     |     |     |     |